# 324e division d'infanterie
La 324e division d'infanterie (en allemand : 324. Infanterie-Division ou 324. ID), qui prendra le nom de division d'infanterie Hamburg (en allemand : Infanterie-Division Hamburg), est une des divisions d'infanterie de l'armée allemande (Wehrmacht) durant la Seconde Guerre mondiale.

## Historique
La 324e division d'infanterie est formée le 4 mars 1945 dans le Wehrkreis X comme unité d'alarme.
Elle est renommée Infanterie-Division Hamburg le 10 mars 1945
Elle fait partie de l'organigramme du Groupe d'armées B au sein du 63e corps d'armée.
Elle capitule en avril 1945 dans la poche de la Ruhr.

## Organisation

### Commandants
324e division d'infanterie
| Date                       | Grade           | Commandant         |
| -------------------------- | --------------- | ------------------ |
| 4 mars 1945 - 10 mars 1945 | Generalleutnant | Walter Steinmüller |

Division d'infanterie Hamburg
| Date                        | Grade           | Commandant         |
| --------------------------- | --------------- | ------------------ |
| 10 mars 1945 - ? avril 1945 | Generalleutnant | Walter Steinmüller |

## Théâtres d'opérations
- Mars 1945 : Nord-Ouest de l'Allemagne
- Mars 1945 - mai 1945 : Allemagne

## Ordres de bataille
- Grenadier-Regiment 558
- Grenadier-Regiment 559
- Divisions-Füsilier-Bataillon 324
- Artillerie-Regiment 324
  - I. Abteilung
  - II. Abteilung
- Pionier-Bataillon 324
- Nachrichten-Abteilung 324